# Geoffery Burnside
Geoffery Burnside (nascido em 5 de novembro de 1950) é um ex-ciclista bahamense. Ele representou seu país durante os Jogos Olímpicos de Verão de 1972, na prova de velocidade.